# Повільно пульсуюча зоря спектрального класу B

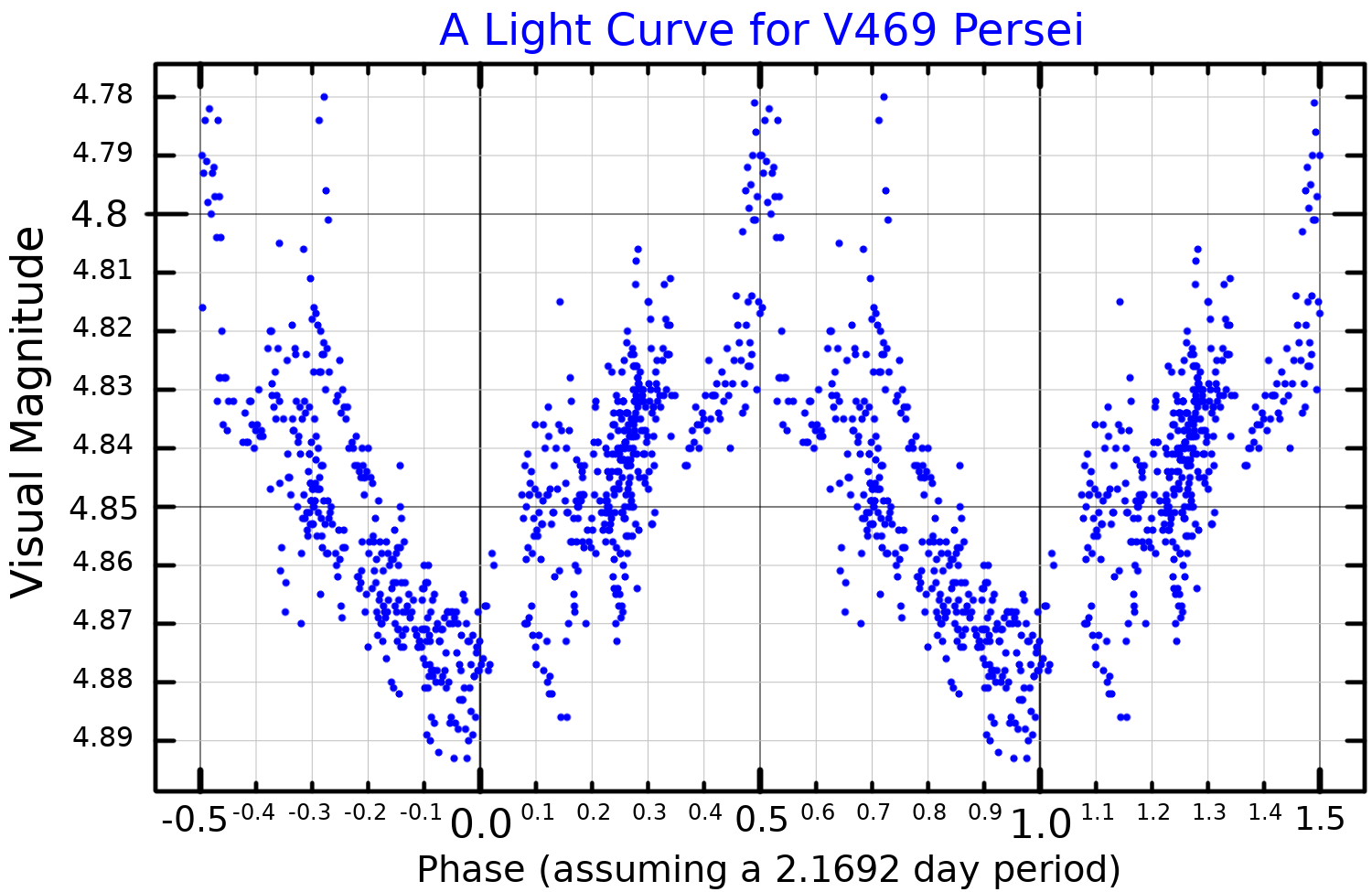
Візуальна крива блиску для V469 Персея (53 Персея), побудована на основі даних, опублікованих Huang et al. (1994). Ця зоря була прототипом цього класу змінних зір.

Повільно пульсуючі зорі спектрального класу B (SPB — за класифікацією AAVSO або LPB — за класифікацією ЗКЗЗ, раніше відомі як змінні типу 53 Персея) — тип пульсуючих змінних зір. Зорі головної послідовності спектрального класу від B2 до B9 (у 3-9 разів масивніші за Сонце).
Вони пульсують із періодом 0,4-5 днів, однак у межах цих періодів більшість зір цього типу мають декілька періодів осциляції. Вони змінні як за кількістю випромінювання світла, так і за виглядом спектру. Зміни, здебільшого, менші 0,1 величини, що в більшості випадків неможливо побачити неозброєним оком. Амплітуда змін зі зменшенням довжини хвилі зростає: в ультрафіолеті змінність більша, ніж у видимому світлі. Їх пульсації є нерадіальними, тобто вони змінюються у формі, а не в об'ємі; одночасно розширюються/стискаються різні ділянки зорі.
Ці зорі вперше було виділено в окрему групу астрономами Крістоффелем Велкенсом та Фреді Руфенером 1985 року, коли вони шукали та аналізували змінність гарячих блакитних зір. Розвиток фотометрії дозволив фіксувати невеликі зміни зоряної величині й вони помітили, що значний відсоток гарячих зір є змінними. Вони назвали їх змінними типу 53 Персея за прототипом 53 Персея. До 1993 року було знайдено 10 таких зір, хоча Велкенс був не певен чи сама зоря-прототип підходить під характеристики групи та рекомендував назвати групу «повільно пульсуючі зорі спектрального класу В».
Схожі за характеристиками змінні типу β Цефея мають коротші періоди пульсації типу p, а повільно пульсуючі — пульсації типу g.
До 2007 року до групи було включено 51 повільно пульсуючу зорю нашої Галактики і ще 65 зір позначено як потенційні кандидати. Також їх знайдено у Великій та Малій Магеллановій Хмарах. Шість зір, а саме: ι (йота) Геракла, 53 Риб, ν Ерідана, γ Пегаса, HD 13745 (V354 Персея) та 53 Овна, показують два види змінності: як змінна типу β Цефея, і як повільно пульсуюча зоря. Прикладами повільно пульсуючих зір також V539 Жертовника та γ Мухи.

## Значущі приклади
Цей список містить повільно пульсуючі зорі спектрального класу В, які цікаві професійним астрономам або астрономам-аматорам[джерело?]. Якщо не зазначено інше, вказані значення видимої зоряної величини.
| Зоря            | Середня величина | Спектр. клас | Період (дні) | Відстань (в парсеках) |
| --------------- | ---------------- | ------------ | ------------ | --------------------- |
| γ Пегаса        | 2.84             | B2IV         | [ n 1 ]      | 113                   |
| ζ Пегаса        | 3.41             | B8V          | 0.96         | 63                    |
| ο Вітрил        | 3.63             | B3IV         | 2.80         | 151                   |
| ι Геракла       | 3.80             | B3IV         | 3.49         | 139                   |
| γ Мухи          | 3.88             | B3V          | 2.73         | 100                   |
| τ Геракла       | 3.90             | B5IV         | 1.25         | 94                    |
| ν Ерідана       | 3.92             | B2III        | [ n 1 ]      | 207                   |
| μ Ерідана       | 4.00             | B5IV         | [ n 2 ]      | 160                   |
| ρ Вовка         | 4.05             | B5V          | 0.45         | 97                    |
| HD 105382       | 4.47             | B6IIIe       | 1.30         | 134                   |
| τ8 Ерідана      | 4.63             | B5V          | 0.86         | 116                   |
| ν Павича        | 4.64             | B7III        | 0.86         | 135                   |
| HY Вітрил       | 4.82             | B3IV         | 1.55         | 148                   |
| HD 131120       | 5.01             | B7IIIp       | 1.57         | 151                   |
| HR 5780         | 5.17             | B5V          | 1.26         | 122                   |
| 3 Лисички       | 5.19             | B6III        | 1.26         | 120                   |
| 12 Ящірки       | 5.23             | B2III        | [ n 1 ]      | 411                   |
| WZ Голуба       | 5.29             | B9.5V        | 1.38         | 131                   |
| V575 Персея     | 5.30             | B5V          |              | 166                   |
| χ Октанта       | 5.31             | B6V          | 1.77         | 151                   |
| 40 Тельця       | 5.33             | B5V          | 1.53         | 196                   |
| 25 Змії         | 5.39             | B8III        | 0.87         | 188                   |
| GU Ерідана      | 5.43             | B5IV         | 1.87         | 200                   |
| HR 3600         | 5.54             | B5V          |              | 132                   |
| KL Вітрил       | 5.56             | B8           | 2.91         | 212                   |
| HD 1976         | 5.58             | B5IV         | 1.06         | 307                   |
| V450 Кіля       | 5.64             | B9III+B8V    | 1.65         | 151                   |
| EO Льва         | 5.66             | B2V          | 2.78         | 289                   |
| V539 Овна       | 5.71             | B2/B3Vnn     | [ n 2 ]      | 303                   |
| HD 128207       | 5.73             | B8V          | 0.48         | 147                   |
| HD 27563        | 5.84             | B5III        | 3.80         | 242                   |
| 26 Великого Пса | 5.90             | B2IV/V       | 2.73         | 257                   |
| 16 Єдинорога    | 5.92             | B3V          | 1.94         | 263                   |
| V335 Вітрил     | 5.93             | B.25III      | 3.76         | 704                   |
| V869 Кентавра   | 5.96             | B9IV         | 1.46         | 251                   |
| V363 Корми      | 5.97             | B2.5V+B9V    | 0.70         | 278                   |
| V433 Візничого  | 5.99             | B2IV-V       | 4.64         | 325                   |
| V1141 Тельця    | 6.00             | B8IV-V       | 0.62         | 170                   |
| HD 206540       | 6.05             | B5IV         | 1.39         | 215                   |
| HR 1397         | 6.07             | B6IV         | 1.26         | 198                   |
| V576 Персея     | 6.09             | B7V          | 0.84         | 159                   |
| V2100 Лебедя    | 6.11             | B5III        | 2.61         | 239                   |
| HR 2517         | 6.15             | B2.5III      | 2.56         | 2500                  |
| V492 Кіля       | 6.18             | B3V          | 1.06         | 370                   |
| HR 1328         | 6.20             | B9V          | 0.38         | 121                   |
| V4199 Стрільця  | 6.26             | B5III        | 1.24         | 240                   |
| HR 3562         | 6.26             | B3IV         |              | 370                   |
| V4198 Стрільця  | 6.28             | B8V          | 1.19         | 186                   |
| V377 Ящірки     | 6.32             | B7III        | 2.62         | 305                   |
| DY Хамелеона    | 6.32             | B8IV         | 0.97         | 236                   |
| HR 2680         | 6.33             | B3V          | [ n 2 ]      | 258                   |
| V473 Кіля       | 6.35             | B5V          | 0.95         | 218                   |
| V405 Ящірки     | 6.37             | B5V          | 1.02         | 170                   |
| HD 34798        | 6.39             | B5Vs         | 1.28         | 263                   |
| HD 176582       | 6.40             | B5V          | 1.58         | 292                   |
| V1377 Оріона    | 6.41             | B3III        | 1.01         | 476                   |
| HR 8768         | 6.42             | B2V          | 3.25         | 326                   |
| GY Ерідана      | 6.42             | B3V          | 1.33         | 220                   |
| QZ Вітрил       | 6.49             | B1IIIn       | 1.03         | 813                   |
| V550 Ліри       | 6.49             | B3V          | 1.69         | 379                   |
| HD 208727       | 6.50             | B8V          | 0.32         | 330                   |
| HD 43317        | 6.61             | B3IV         | [ n 1 ]      | 369                   |
| 23 Секстанта    | 6.64             | B3.2IV       | [ n 1 ]      | 769                   |
| HD 33331        | 6.90             | B5III        | 1.15         | 296                   |
| HD 163868       | 7.36             | B5Ve         | [ n 3 ]      | 588                   |
| HD 163899       | 8.30             | B2Ib/II      | 23.20        |                       |
| HD 50209        | 8.36             | B9Ve         | 0.67         | 694                   |